# جاده ای۱۴۰

جاده ای۱۴۰ (به انگلیسی: A140 road) یکی از جاده‌های کشور انگلستان است.
این جاده از شهرک نیدهام مارکت در شهرستان سافک شروع و در شهرک کرومر در شهرستان نورفک به پایان می‌رسد، طول این جاده ۹۰ کیلومتر است.